# 立原友香
立原 友香（たちはら ゆか、1968年1月3日 - ）は、日本の元AV女優・元タレント。「立原由香」と表記されるケースもある。

## 略歴・人物
- 高校を卒業して上京、コンピュータ関係の専門学校へ通っているとき、モデルとしてスカウトされる[4]。
- 1986年にAVデビュー。
- 1980年後半を代表する美少女AV女優の1人である。1988年の引退までにビデオセールス18億円という記録を作った。
- AV出演中から『スコラ』・『平凡パンチ』・『週刊宝石』などのグラビアを飾り、『タモリ倶楽部』・『スケバン刑事』といったテレビ番組にも出演した。
- 『独占!女の60分』（テレビ朝日）では、番組ではアタッカーと呼ばれる女性レポーターとして各地の行事等に体当たりで挑んで活躍。
- AV引退後は、映画・オリジナルビデオに出演し、ヌード写真集も発売。

- 異なるプロフィールがいくつかある。
  - FANZAプロフィールでは、出身地:北海道、血液型:B、T:163、B:95・W:58・H:88としている[3]。
  - 「乳首で愛して」のケース裏面のプロフィールでは、出身地:北海道、血液型:B、T:163、B:88・W:58・H:88としている[1]。
  - 「ミルキーチュチュ」のケース裏面のプロフィールでは、出身地:北海道函館、血液型:B、T:160、B:90・W:58・H:88としている[5]。
  - 「愛のエトランジェ」のケース裏面のプロフィールでは、血液型:A、T:160、B:85・W:58・H:88としている[6]。
  - 「巨乳伝説」のケース裏面のプロフィールでは、出身地:北海道、血液型:B、T:160、体重48kg、B:91・W:58・H:88としている[2]。

- 趣味:読書 石川達三・三島由紀夫のファン[1]。食べること[5]。
- 特技:書道（六段）[2]。
- 好きな食べ物:プリン[6]。

## 出演作品

### アダルトビデオ（撮りおろし作品）
1986年
- Hしましょ（ファイブスター FV-8597）
- 同級生 SUPERセーラー服 7（ファイブスター FV-8639） - 他出演：城源寺くるみ・原田楊子・竹下ゆかり 他

1987年
- 恋のセクシードリーム（3月10日、にっかつビデオフィルムズ）
- 夢人形（4月8日、シャリオ）
- 18才にアンコール（4月13日、宇宙企画）
- 美惑天使（7月25日、ホップ）
- 制服課外授業 ひらけマンちっち（8月25日、にっかつビデオフィルムズ） - 共演：松川ともみ
- 錯覚（9月5日、トロイ TG-11）
- 私の秘密 ピクピクさせて（10月13日、宇宙企画）
- 感じてバニー（12月5日、アリスJAPAN）
- 乳首で愛して（サム RSV-017）
- セーラー服 淫 メモリー（ロコ RC-44）
- 犯され・たんてい（コスミックインターナショナル CV-1012）
- 犯され・たんてい（JVD JR-4）
- KAGEKI本番 Eカップの女 バスト91cm（ファイブスター FV-8633）
- お熱いのがお好き（新東宝 STY-14）
- 巨乳いんらん PART 1（ファイブスター FV-8653）
- 巨乳いんらん PART 2（ファイブスター FV-8860）
- 愛のエトランジェ（JVD HH-11）
- 立原友香のEカップXX編（アリーナ・エンターテインメント CS-06）
- 微妙 震える胸のときめき（RYDEEN）
- ミルキーチュチュ アイドルシリーズ Vol.11（正和 SC-29）
- 新ゆりの女たち うしろ指ささレズ（正和 SOW-2070） - 他出演：松川ともみ
- 由香の…熱～いお見合い（プラネット社 SL-008）VHS - 「立原由香」名義

1988年
- 新ズームアップ したたり（1月15日、アリスJAPAN）
- セーラー物語（1月15日、大陸書房）
- 凌辱交錯 トライアングルブルー（1月25日、にっかつビデオフィルムズ） - 共演：高樹陽子
- 狼さんってネ、大きいの。（2月23日、宇宙企画）
- ときめきざかり（4月10日、にっかつビデオフィルムズ） - 共演：百瀬まりも
- ハーバーライト（4月15日、大陸書房）
- フラッシュバック 5（4月25日、アリスJAPAN）
- ソウルエレジー 京城哀歌 （5月6日、フェニックス）
- はれんちビデオリーグ 3 （5月30日、にっかつビデオフィルムズ） - 共演：咲田葵・藤田容子 他
- 赤い報告書2 密室の淫戯 ホテトル嬢殺人事件（7月25日、にっかつビデオフィルムズ） - 共演：岡本百合
- 乱乳（8月10日、フェニックス PM-0056）
- 妖艶西遊記 序の巻（8月10日、にっかつビデオフィルムズ） - 共演：白木麻弥・風間零 他
- 白衣の天使 凌辱のカルテ（フェニックス PM-0037）
- マッチョ（新東宝 Y-40）
- 彩淫花（エル ELB-009）
- 立原友香スペシャル （パワースポーツ PS-03）
- ズビ!ズビ!ヘブン（シネマジック） - 他出演：青山麗・島崎梨乃
- 抱きしめたいの あぶない同性愛（ナイスワンビデオ BB-007）
- おちちシスターズ（ビッグモーカル） - 他出演：藤あかね・北村美加 他
- まっくろけの毛（パピヨン PS-05） - 他出演：芳村さおり・南杏奈・篠宮とも子 他
- すっぽんポン（トロイ TG-25） - 他出演：田中ミカ・水木智佳子
- 夢乳スペシャル（ビッグモーカル）
- 乱乳（巨乳娘19才）（サザンクロスビデオアーツ）
- 乱乳 Dカップコレクション（桃組 MG-02） - 他出演：舞坂ゆい・青井まなみ
- 巨乳伝説（ファイブスター FV-8707）
- 宇宙少女 1（宇宙企画 M-12） - 他出演：牧本千幸・白木麻弥・小森愛・早川愛美 他

1989年
- Dカップ童貞狩り（3月25日、二見書房） - 他出演：樹ますみ
- ウォンテッド 4 肉弾直撃（新東宝 STZ-07） - 他出演：星川ミグ、豊田香里奈、百瀬まりも、滝川真子
- ザ・バイオレンスレイプ（ジャパンコーポレーション） - 他出演：速水舞 他

1990年
- 犯され・たんてい（5月8日、コスミック出版）
- プチプチマンマン（アダムズ）
- 美笑女友香（テクニリンクス PV-008）
- エロトマニア 淫乱めしべ（アールエーシー POV-001） - 他出演：渡志野ちえ
- ほとんど病気 スキグルメ（アールエーシー XX-007）
- 友香のSEXYホットケーキ 甘ーい蜜が大好き（アールエーシー WIN-008）
- なめくり（タイムアロー/コブラビデオ）
- タップリ味わって下さい（ブックメディア/アダムズ AE-013） - 他出演：渡志野ちえ
- くちびる天使（SOPHIE）

1991年
- 無責任社員物語 3～平成無責任男の珍騒動（4月26日、パックインビデオ） - テレビドラマ「高田純次の無責任社員物語 3」のビデオ版、一般ビデオ
- 思春期に、ピリオド。（アダムス DD-007）
- 絹のため息（アールエーシー DR-005）
- 立原友香・巨乳伝説（VISUAL ONE）

1992年
- 恋の薔薇 薔薇の事件（アライコーポレーション）

発売年不明
- 私の体でイッて下さい（D-WAVA DW-04）
- 轟淫（ゴウイン）（イメージ・ボックス IBE-011）VHS
- 官能感染症（ギャルリ・ノア NOA-001）VHS
- Forever フォーエバー 立原友香（コレクターズ・システム販売 FOR-12）VHS
- ザ・プレミアム1980 No.1（プレミアム MZP-01）VHS - 他出演：小林ひとみ・渡辺玖未
- ビデオマガジン おとこの遊艶地 3（リイド社 LV-1011）VHS - 他出演：白木麻弥 他
- ファンタジー・バッコン!（CLASH CL-002）VHS
- もう一度だけ（フレンズ）VHS
- セクシースキャンダル（あらじん舎 ARA-05）VHS
- スキャンダルガール（ギャルリ・ノア）VHS - 他出演：渡志野ちえ
- フェイスシャワーの乙女たち（ギャルリ・ノア）VHS
- とことん観せます（スリッツ）VHS - 3Dメガネ付き
- 乳しませう（ピューマ企画）VHS
- 花唇剥き出し（ミントクラブ）VHS
- ハードタッチは暗闇で（ゴールデンクラッシュ）VHS
- 報復（日本ビデオ販売 JH-008）VHS - 他出演：青木まゆみ・桐生さつき・真保直子
- 生フェラ主義（OFFICE A.T.G）VHS
- バスルームより愛をこめて…。（マリンブルー MB-004）VHS
- 愛の陶酔 ひとひらの舞い（プレイボーズ PL-09）VHS
- きままにライブ・スキャンダル Lip-Stick VOL.4（リップ・スティック PP-04）VHS - 他出演：	北村美加・船山美奈 、「立原由香」名義
- 愛液のしたたり（ラビットハウス RH-019）VHS
- おとこの遊艶地 3 立原友香（リイド社）VHS

### アダルトビデオ（総集編・再発作品）
1987年
- ビンビン6 PART 2（12月10日、トロイ） - 他出演：中村歩美・島崎梨乃・水木智佳子 他
- ベスト・オブ・発射スペシャル 1 （アリーナ CS-14） - 他出演：原田優子、渡辺由美、松川ともみ、井上あんり、可愛桃子、山本由香、斉藤唯、亜美、東桐子
- エレクト5 part6（ロコビジョン RCS-11） - 他出演：藤井玲奈・水木智佳子・渡辺玖美 他
- KAGEKI 7 Eカップ伝説（ファイブスター FV-8638） - 他出演：杉田かおり・速水舞・中村京子・菊池エリ 他
- KAGEKI 7 Eカップ伝説 2（ファイブスター FV-8668） - 他出演：藤あかね・朝吹ケイト・西麻美 他

1988年
- マン開! すけべ絵巻（3月15日、JVD） - 他出演：小林ひとみ、東山絵美、高樹陽子、山上千恵子
- ZOOM UP オールスターズ 最強の戦士たち（9月25日、アリスJAPAN） - 他出演：小林ひとみ、前原祐子、冴島奈緒、北野洋子、美麗陽子、田中みゆき、井上涼子、前田京子
- 悶絶パニック 2 バトル・アイドル篇（10月、芳友舎） - 他出演：東清美、斉藤唯、村上麗奈、舞坂ゆい 他
- DカップCOLLECTION 2（11月24日、笠倉出版社） - 他出演：北村美加、岡本百合
- セーラー服 COLLECTION 3（12月24日、笠倉出版社） - 他出演：若菜忍・村上麗奈
- ベスト・ヒット・フェニックス 3（12月、フェニックスビデオ） - 他出演：葉山みどり、堀河麻里、山下麗子 他
- 巨乳乱舞 エクスタシー 5（フェニックスビデオ） - 他出演：沖田ゆかり、岸本かおる、豊田香里奈
- セックスファンタジー 1（希宝舎/シャリオ CK-1065） - 他出演：小川真実、藤あかね、渡辺由美、白浜なぎさ
- セクシーアイドル 7（ファイブスター） - 他出演：冴島奈緒、村上麗奈、東清美、樹ますみ、藤あかね、斉藤唯
- 危険な香りの女たち 2（ホップビデオ HS-002） - 他出演：百瀬まりも・篠宮とも子・高樹陽子 他

1989年
- 美少女たちのあぶない瞬間（5月20日、大陸書房） - 他出演：冴島奈緒・斉藤唯・美穂由紀・青木ゆかり 他
- 13人の乳姫たち 天下無敵の胸制猥褻（10月21日、新東宝） - 他出演：いとうしいな・東美由紀・藤沙月 他
- ナイスワン・ベストセレクション 2（ナイスワンビデオ） - 他出演：みさとあかね、山下麗子、日向まこ 他

1990年
- 性豪巨乳大会 只今爆発中（5月12日、ファイブスター） - 他出演：麻宮千聖、冴島奈緒、加山なつ子、五島めぐ、いとうしいな 他 全10名
- フラッシュバック ウルトラミックスVol.1（7月20日、アリスJAPAN） - 他出演：前原祐子、朝吹麻耶、冴島奈緒、中川えり子 他
- あぶないマドンナ 7 名器いかす!（12月5日、コスミック出版） - 他出演：御藤静・東清美
- こっきんスペシャル 5（ルナ・エンタープライズ LW-054） - 他出演：渡辺玖未、小林沙百合 他

1991年
- あぶない制服 VS ランジェリーSPECIAL 25（10月5日、笠倉出版社 AJV32-51）全25名
- 満開花弁最前線（アライコーポレーション SH-027） - 他出演：椎名かほり、夏樹未央、姫野真理亜 他
- 男たちにパラダイス 昇天篇（イメージボックス CA-07） - 他出演：小林ひとみ、高樹陽子 他

1992年
- 乳房時代 25 藤本聖名子・葉山レイコ・河合美果 他 全25名（1月15日、笠倉出版社 CAV32-88）
- AV痴恵蔵 108人のマドンナたち 1（7月18日、FOXY） - 他出演：村上麗奈、桜木ルイ、庄司みゆき、菊池エリ 他

1993年
- オナドルコレクトベスト20 PART-3（1月10日、フェニックス） - 他出演：東清美、工藤ひとみ、庄司みゆき 他 全20名
- AVギャル烈伝 1（5月6日、笠倉出版社 CAV34-27）全25名
- 濡れまくる女達 1（イメージボックス WT-01） - 他出演：樹まり子・五島めぐ

1994年
- AV巨乳年鑑 2（11月7日、笠倉出版社） - 他出演：朝岡実嶺・庄司みゆき・藤あかね・中村京子・乃木真梨子 他 全33名
- スーパーD乳コレクション 工藤ひとみ いとうしいな 早坂絵麻 五島めぐ 御藤静 冴島奈緒 庄司みゆき 立原友香 浅倉ケイ 麗華（11月4日、イメージボックス MD-11）全10名
- お姉さんのいけないONANIE（12月26日、イメージボックス） - 他出演：御藤静、冴島奈緒、小林ひとみ、松本まりな 他

1995年
- コレクター北条満編集 7 オナニー狂い（11月25日、イメージボックス） - 他出演：麻宮千聖、庄司みゆき、東清美、鮎川真理 他 全20名

1996年
- 大巨乳 ワイド90分 2（9月24日、笠倉出版社 AJV-7689）全25名

1999年
- 永遠のロリー（7月23日、TMA） - 他出演：山下麻衣、水野あすか

2000年
- Adult Beauty 4 彩淫花（7月1日、ファーストミュージック） - 「立原有香」名義
- 本能 4時間 2（12月1日、TMA） - 他出演：華村香汐、橘ますみ、君矢摩子、後藤まみ、高野らん、斉藤唯、樹ますみ、小泉友香、小林ひとみ、千夏、浅井理恵、村上レナ、朝岡実嶺、木田彩水、矢口凛香、浅倉まい 他
- リメークロマンシリーズ・立原友香コレクション（フェアエスト RR-18）

2001年
- REMAKE ROMAN SERIES 6 松本まりな&立原友香（1月19日、フェアエスト RDV-006） - 他出演：松本まりな
- AV20年史 2 （2月23日、笠倉出版社） - 他出演：北原ちあき、早見瞳、豊丸 他
- お宝コレクション 立原友香（9月28日、デジタル・コミュニケーションズ）
- フェアエスト Remix 2（10月19日、グラフィティジャパン） - 他出演：樹まり子、中里優奈、菊池えり、伊集院沙羅、有賀美穂、三浦あいか、庄司みゆき、永井陽子、樹ますみ、葉山みどり、水木彩、愛川深雪、青山ちはる、北原ちあき、城源寺くるみ、流星らむ
- アリスJAPAN 2002（12月7日、アリスJAPAN） - 他出演：小林ひとみ、竹下ゆかり、中川えり子、舵川まり子 他 全30名

2002年以降
- 本能Ⅱ 4時間（2002年2月16日、TMA） - 他出演：	立原友香、斉藤唯、浅井理恵、朝岡美嶺、木田彩水、橘ますみ 他
- AV20年史 Deluxe 1（2002年12月20日、ファイブスター） - 他出演：五月みどり、小田かおる、舵川まり子、渡瀬ミク、青木琴美 他
- プロジェクトXXX AV界を支えた女たち 美乳セレクション（2003年6月20日、パラゴン） - 他出演：御藤静、鮎川真理、東清美、斉藤唯、憂木瞳、沙也加、田中露央沙、美穂由紀、浅倉ケイ
- THE 80's GREATEST IDOLS（2004年8月13日、TMA） - 他出演：朝岡実嶺、美穂由紀、桜木ルイ、川浜なつみ 他
- LEGEND OF QUEEN VOL.2 [完全復刻・保存版]（2006年8月25日、アールエフプランニング） - 他出演：森川いづみ、有吉奈生子、木田彩水
- Legend VOL.14（2007年3月23日、エーエスジェイ） - 「轟淫」「プチプチマンマン」「官能感染症」を収録
- Again（2008年5月23日、エクストリージョン） - 「白衣の天使」「京城哀歌」「乱乳」を収録
- The Best of No.1 立原友香 Deluxe（2009年9月11日、メディアバンク/FIVE STAR）
- 巨乳AV女優の頂点 1980～90年代セレクション（2012年2月13日、オールアダルトジャパン） - 他出演：草凪純、松坂季実子、橘ますみ、藤谷しおり 他 全24名

発売年不明
- コレクター北条満編集 2 オナニー狂い・淫乱30人（コレクターズ・システム販売 HJM-02）VHS 全30名
- コレクター北条満編集 42 完全絶頂コレクション痙攣60人B（コレクターズ・システム販売 HJM-42）VHS 全60名

### 映画
- 噛む女（1988年7月1日公開、にっかつ）監督:神代辰巳 - 大林ひろみ 役[7]
- 童貞物語4 ボクもスキーに連れてって（1989年9月16日公開、バンダイ）監督:広木隆一[8]
- でべそ（1996年2月10日公開、ビジョンスギモト＝マクザム）監督:望月六郎 主演：片岡鶴太郎、川上麻衣子 - 冴子 役[9]

### オリジナルビデオ
- （暴）株式会社 3（1994年12月17日、バンダイビジュアル）監督:堀内靖博[10]
- 極道 華の乱 姐対姐御（1995年4月28日、SHSプロジェクト）監督:上垣保朗[11]
- 監禁逃亡 恥辱の令嬢（1996年6月28日、ジャパンホームビデオ）監督:石川均[12]
- 包丁無宿 5（1997年8月22日、東北新社）監督:望月六郎[13]
- 監禁バスジャック 追いつめられた女性の性（1998年10月22日、ナックジャパン）監督:田中雄二[14]

### テレビドラマ
- ザ・刑事 第17話「変身願望!シンデレラが目撃者」（1990年4月15日 - 9月30日、テレビ朝日）
- 黒服夏生（1990年8月20日、フジテレビ）
- 高田純次の無責任社員物語 3（1991年1月5日、TBS・ドラマチック22）
- 名探偵 明智小五郎 第3作「暗黒星」（1996年1月19日、フジテレビ・金曜エンタテイメント）
- もっとあぶない刑事 第14話「切札」(1989年1月13日、日本テレビ)

### カセット文庫
- マドンナメイトカセット 立原友香 「揺れて、濡れて、悲しみ」（1988年6月25日、二見書房）

## 出版

### 写真集
- 立原友香写真集 クレセント（1987年1月25日、大陸書房、撮影：高橋生建[15]）ISBN 9784803310672
- マドンナメイト写真集 立原友香（1987年7月25日、二見書房、撮影：高橋生建[16]）ISBN 9784576870830
- GAL’S VIDEO COLLECTION 業界初 ビデオアイドル名鑑 星真琴・立原友香・高城陽子・渡辺玖未・桂木麻也子 他（1987年8月15日、三和出版）
- 立原友香写真集 胸いっぱいの愛（1988年3月、白夜書房、撮影：高橋生建） - オトメクラブ3月号増刊
- マドンナメイト カタログ Part.1 相原久美・東清美・小林ひとみ・沙羅樹・立原友香 他（1988年3月、マドンナ社）ISBN 9784576880341
- 立原友香 スコラスペシャル30（1988年5月22日発行、講談社スコラ、撮影：高橋生建）ISBN 9784061708303
- 立原友香写真集（1988年12月30日、近代映画社、撮影：高橋生建[17]）ISBN 9784764815568
- C・L・I・M・A・X （1989年5月18日、大陸書房、撮影：高橋生建[18]）ISBN 9784803320152
- SUPER SEXIES II 立原友香・舞坂ゆい・沢村杏子 他 （1989年7月1日、司書房）
- ラスト・カーニバル（1989年8月24日、大陸書房、撮影：SHO-KEN.T[19]）ISBN 9784803323108
- 女性アイドル写真集 Big Melon 仁科ひとみ・希志真理子・庄司みゆき・樹まり子・木田彩水・立原友香 他 全12名（1991年7月20日、大陸書房）
- 高橋生健作品集 挑発 小森愛・立原友香・林ゆりや・渡瀬ミク 他（1993年9月1日、TIS）ISBN 9784886180827
- 立原友香写真集 美娼（1994年3月1日、TIS、撮影：高橋生建）ISBN 9784886180995
- したたれ（1994年 新光堂出版モダンアートクラブ会員限定頒布 撮影：高橋生健）

### 書籍
- 腰の奥まで 高木陽子＆立原友香（?、アトラクティヴ.プロ）- ビニ本

## 雑誌
- ベストビデオ 1987年12月号（三和出版）
- BOMB 1988年3月号（今月の本番ビデオギャル）
- アップル通信 1988年9月号（三和出版）
- Beppin School 1991年12月号増刊（英知出版）
- BIG4 VOL.2 競写!小沢忠恭+清水清太郎+渡辺達生+野村誠一（1992年10月4日、竹書房）
- ANNEX VOL.4（1994年4月27日、スコラ）
- 月刊 ザ・テンメイ 1994年4月号（竹書房）
- Sawattari Vol.2 女優の荒野。沢渡朔（1996年1月13日、竹書房）